# Cultura de Gambia

Bandera de Gambia

Aunque Gambia es el país más pequeño de África continental, su cultura es producto de muchas influencias. Las fronteras nacionales delimitan una pequeña franja alrededor del río Gambia, un cuerpo de agua que ha jugado un papel esencial en el destino de la nación y que es conocido localmente como "el Río".
Sin barreras naturales, Gambia se ha convertido en la casa de muchos grupos étnicos que están presentes en África occidental, especialmente en Senegal. Los europeos también figuran en la historia del país porque el río Gambia es navegable por lo que fue utilizado por los comerciantes de esclavos entre los siglos XV y XVII. Parte de esta historia se popularizó en el libro y serie televisiva de Alex Haley Roots, rodado en Gambia.

## Educación

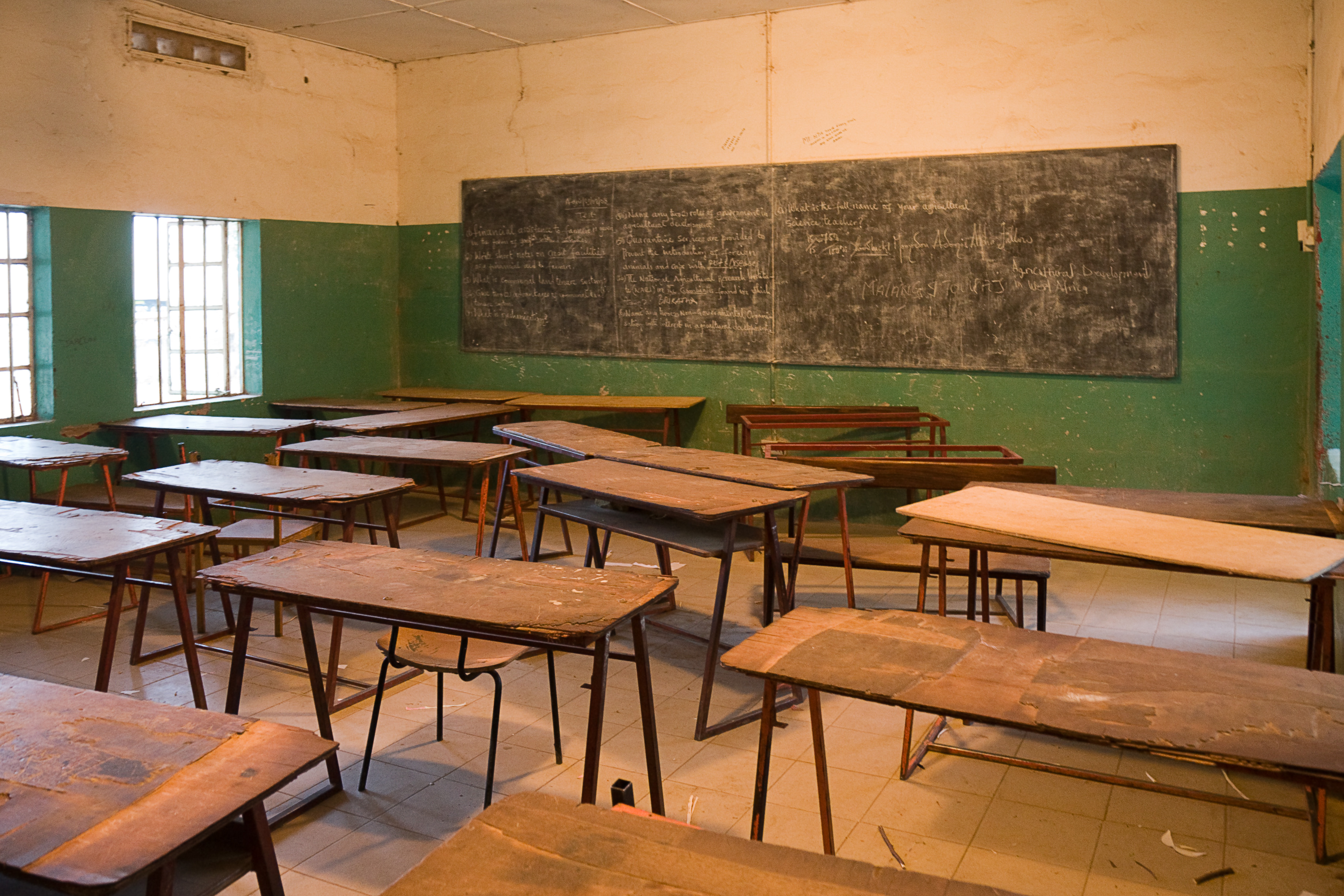
Aula escolar

La constitución, obliga a la educación primaria gratuita, pero una falta de recursos en infraestructura educativa, hace de esta implementación un objetivo difícil de cumplir. En 1995, la ratio de alumnos asistentes a la escuela de primaria era de alrededor del 65%. Los pagos de matrícula, hacían imposible para muchos escolares ir a las aulas, pero en febrero de 1998, el presidente del país abolió estas matrículas durante los seis primeros años de escolarización. Las niñas son el 40% de los estudiantes de primaria, aunque la tasa es bastante menor en el entorno rural y allí donde la pobreza no permite su acceso a la escuela. Aproximadamente, el 20% de los niños van a escuelas coránicas, donde estudian un currículum más restringido que en la escuela pública.

## Lenguas
La lengua oficial de Gambia es el inglés.
También se hablan otras lenguas como el Mandinka, el Wólof , el Fulfulde o el Sarakole.

## Literatura
La Biblioteca Nacional de Gambia está localizada en la ciudad capital de Banjul y tiene una sucursal en la ciudad de Brikama en la División Occidental.